# Baghdad Rachem
Pour les articles homonymes, voir Rachem.
Baghdad Rachem, né en 1977 à Oran en Algérie, est un coureur québécois d'origine algérienne.

## Les débuts
Baghdad Rachem commence la course à pied en participant à des championnats juniors, notamment sur le 3 000 m, dont il réussit à faire la 3e meilleure performance mondiale (8 min 41 s) derrière deux Kényans. Il est ensuite champion d'Algérie sur cette même distance et établit un record sur 2 000 m chez les cadets. Aux Championnats du monde junior de Sydney en 1996, il termine 5e sur 3 000 m avec un temps de 8 min 43 s.

## Au service de Noureddine Morceli
En 1998, Rachem se met au service de Noureddine Morceli, coureur au même titre qu'Hicham El Guerrouj, qui avait remporté le 1 500 m aux Jeux olympiques d'Atlanta de 1996, pour devenir son « coéquipier » d'entraînement. Mais Noureddine Morceli engagea Rachem comme « lièvre » dans la plupart des meetings internationaux d'athlétisme en Europe et aux États-Unis auxquels il participait. Il met fin à sa carrière sportive personnelle pour se dévouer pour un athlète exceptionnel comme Morceli. Ce fut une belle expérience pour Rachem autant que ce fut bénéfique pour Morceli qui domina le 1 500 m durant de nombreuses années. Durant cette période, il fait de nombreux stages en altitude aux États-Unis, en France et en Suisse, où il affiche d'excellentes performances (5 km en 13 min 50 s, 10 km en 29 min 36 s et un semi-marathon en 1 h 04 min 30 s).

## Au Québec
Rachem immigre au Québec où il entame une carrière sur route à son profit personnel. Il est actuellement 1er au classement des courses sur route au Canada.
Le 12 septembre 2021, il remporte le Triathlon Olympique par équipe, en courant le 10.31 km en 31m54s.

## Performances
| Compétition                  | Résultat | Distance | Performance     |
| ---------------------------- | -------- | -------- | --------------- |
| Coupe Dix30 2009 (Brossard)  | 1er      | 10 km    | 29 min 50 s     |
| Semi-marathon de Québec      | 1er      | 21,1 km  | 1 h 09 min      |
| Hamilton                     | 2e       | 30 km    | 1 h 39 min      |
| Semi-marathon de Toronto     | 3e       | 21,1 km  | 1 h 05 min 48 s |
| Mississauga                  | 3e       | 10 km    | 30 min 20 s     |
| Semi-marathon du Mississauga | 3e       | 21,1 km  | 1 h 06 min 03 s |
| Semi-marathon de Vancouver   | 4e       | 21,1 km  | 1 h 05 min 48 s |
| Semi-marathon de Montréal    | 4e       | 21,1 km  | 1 h 06 min 13 s |
| Toronto                      | 5e       | 10 km    | 29 min 36 s     |

Il remporte également trois éditions de la Course des Pichous.

### Meilleures performances
| Année | Épreuve                             | Temps           |
| ----- | ----------------------------------- | --------------- |
| 2011  | Marathon d'Ottawa                   | 2 h 24 min 34 s |
| 2012  | 10 kilomètres de la Descente Royale | 29 min 01 s     |
| 1996  | 3000 mètres SteepleChase            | 8 min 55 s 55   |